# Прогноз
Прогно́з (от греч. πρόγνωση «предвидение, предсказание») — это научно обоснованное суждение о возможных состояниях объекта в будущем и (или) об альтернативных путях и сроках их осуществления. В узком смысле, это вероятностное суждение о будущем состоянии объекта исследования.

## Прогнозирование
Прогнози́рование — это разработка прогноза; в узком значении — специальное научное исследование конкретных перспектив дальнейшего развития какого-либо процесса.
Необходимость прогноза обусловлена желанием знать события будущего, что достоверно — невозможно в принципе, исходя из статистических (ошибки текущих оценок), вероятностных (многовариантность следствий), эмпирических (методологические ошибки моделей), философских (ограниченность текущих знаний) принципов.
Точность любого прогноза обусловлена:
- объёмом «истинных» (верифицированных с известной погрешностью) исходных данных и периодом их сбора;
- объёмом неверифицированных исходных данных и периодом их сбора;
- свойствами объекта прогнозирования и системы его взаимодействия с субъектом прогноза;
- методиками и моделями прогнозирования.

При возрастании совокупности факторов, влияющих на точность прогноза, он практически замещается рутинным расчётом с некоторой установившейся погрешностью.
Прогнозы делятся (условно):
- по срокам: краткосрочные, среднесрочные, долгосрочные, дальнесрочные;
- по масштабу: частные, местные, региональные, отраслевые, страновые, мировые (глобальные).
- по ответственности (авторству): личные, на уровне предприятия (организации), на уровне государственных органов.

К основным методам прогнозирования относят:
- статистические методы;
- экспертные оценки (например, метод Дельфи);
- методы моделирования, в том числе имитационного [2];
- интуитивные (то есть выполненные без применения технических средств, экспромтом, «в уме» специалистом, имеющим опыт ранее применяемых научных методов в данном типе прогнозов).

К настоящему времени широкое применение, особенно в Европе,   приобрел комплексный метод прогнозирования, называемый форсайтом - Foresight (futures studies). Форсайт представляет собой систему методов экспертной оценки стратегических направлений социально-экономического и инновационного развития, выявления технологических прорывов, способных оказать воздействие на экономику и общество в средне- и долгосрочной перспективе. С использованием этого  метода создаются различные возможные картины будущего мира, в том числе его отдельных, наиболее важных или интересующих критических аспектов, формирующихся в результате  различных вариантов развития ситуации и  планируемых при этом сценариев собственных действий. В России одним из основных  центров прогнозирования с применением  форсайта является Высшая школа экономики.
Прогнозирование входит в подготовительные этапы различного вида (экономико-социального, научно-технического, территориального и т.д.) и уровня (текущего, среднесрочного, долгосрочного, стратегического) планирования, при этом форсайт применяется при подготовке стратегических планов (технологического, научного, научно-технического и других) развития стран, систем общегосударственного уровня( здравоохранения, образования и т.п.) и организаций (корпораций, предприятий и т.п.).

## Основные понятия прогностики
Прогностика — научная дисциплина, изучающая общие принципы и методы прогнозирования развития объектов любой природы, закономерности процесса разработки прогнозов. Как наука прогностика сформировалась в 1970—1980-е годы. Кроме понятия «прогностика», в литературе используют термин футурология. Как любая наука прогностика имеет набор своих терминов, употребляемых для обозначения определённых понятий. Определения понятий прогностики были зафиксированы в 1978 году.
- Прогноз — обоснованное суждение о возможном состоянии объекта в будущем или альтернативных путях и сроках достижения этих состояний.

- Прогнозирование — процесс разработки (формирования) прогноза. Этап прогнозирования — часть процесса разработки прогнозов, характеризующаяся своими задачами, методами и результатами. Деление на этапы связано со спецификой построения систематизированного описания объекта прогнозирования, сбора данных, с построением модели, верификацией прогноза.

- Приём прогнозирования — одна или несколько математических или логических операций, направленных на получение конкретного результата в процессе разработки прогноза. В качестве приёма могут выступать сглаживание динамического ряда, определение компетентности эксперта, вычисление средневзвешенного значения оценок экспертов и так далее.

- Модель прогнозирования — модель объекта прогнозирования, исследование которой позволяет получить информацию о возможных состояниях объекта прогнозирования в будущем и (или) путях и сроках их осуществления.

- Метод прогнозирования — способ исследования объекта прогнозирования, направленный на разработку прогноза. Методы прогнозирования являются основанием для методик прогнозирования.

- Методика прогнозирования — совокупность специальных правил и приёмов (одного или нескольких методов) разработки прогнозов.

- Прогнозирующая система — система методов и средств их реализации, функционирующая в соответствии с основными принципами прогнозирования. Средствами реализации являются экспертная группа, совокупность программ и так далее. Прогнозирующие системы могут быть автоматизированными и неавтоматизированными.

- Прогнозный вариант — один из прогнозов, составляющих группу возможных прогнозов.

- Объект прогнозирования — процесс, система, или явление, о состоянии которого даётся прогноз.

- Характеристика объекта прогнозирования — качественное или количественное отражение какого-либо свойства объекта прогнозирования.

- Переменная объекта прогнозирования — количественная характеристика объекта прогнозирования, которая является или принимается за изменяемую в течение периода основания и (или) периода упреждения прогноза.

- Сложность объекта прогнозирования — характеристика объекта прогнозирования, определяющая разнообразие его элементов, свойств и отношений.

- Период основания прогноза — промежуток времени, за который используют информацию для разработки прогноза. Этот промежуток времени называют также периодом предыстории.

- Период упреждения прогноза — промежуток времени, на который разрабатывается прогноз.

- Прогнозный горизонт — максимально возможный период упреждения прогноза заданной точности.

- Точность прогноза — оценка доверительного интервала прогноза для заданной вероятности его осуществления.

- Достоверность прогноза — оценка вероятности осуществления прогноза для заданного доверительного интервала.

- Ошибка прогноза — апостериорная величина отклонения прогноза от действительного состояния объекта.

- Источник ошибки прогноза — фактор, способный привести к появлению ошибки прогноза. Различают источники регулярных и нерегулярных ошибок.

- Верификация прогноза — оценка достоверности и точности или обоснованности прогноза.

- Эксперт — квалифицированный специалист по конкретной проблеме, привлекаемый для вынесения оценки по поставленной задаче прогноза.

При разработке социальных прогнозов в ряде случаев производится выявление мнения представителей различных групп населения, условно приравниваемых к экспертам.
- Компетентность эксперта — способность эксперта выносить на базе профессиональных знаний, интуиции и опыта достоверные суждения об объекте прогнозирования. Количественная мера компетентности эксперта называется коэффициентом компетентности.

- Экспертная группа — коллектив экспертов, сформированный по определённым правилам для решения поставленной задачи прогноза. Частным случаем экспертной группы выступает экспертная комиссия.

- Компетентность группы экспертов — способность экспертной группы выносить суждения об объекте прогнозирования, адекватные мнению генеральной совокупности экспертов. Компетентность экспертной группы определяется различными методиками.

- Экспертная оценка — суждение эксперта или экспертной группы относительно поставленной задачи прогноза. В первом случае используется термин «индивидуальная экспертная оценка», во втором — «коллективная экспертная оценка».

## Статистические методы прогнозирования
Статистические методы прогнозирования — научная и учебная дисциплина, к основным задачам которой относятся разработка, изучение и применение современных математико-статистических методов прогнозирования на основе объективных данных; развитие теории и практики вероятностно-статистического моделирования экспертных методов прогнозирования; методов прогнозирования в условиях риска и комбинированных методов прогнозирования с использованием совместно экономико-математических и эконометрических (как математико-статистических, так и экспертных) моделей. Научной базой статистических методов прогнозирования является прикладная статистика и теория принятия решений.
Простейшие методы восстановления используемых для прогнозирования зависимостей исходят из заданного временного ряда, т. е. функции, определённой в конечном числе точек на оси времени. Временной ряд при этом часто рассматривается в рамках той или иной вероятностной модели, вводятся другие факторы (независимые переменные), помимо времени, например, объём денежной массы. Временной ряд может быть многомерным. Основные решаемые задачи — интерполяция и экстраполяция. Метод наименьших квадратов в простейшем случае (линейная функция от одного фактора) был разработан К. Гауссом в 1794—1795 гг. Могут оказаться полезными предварительные преобразования переменных, например, логарифмирование. Наиболее часто используется метод наименьших квадратов при нескольких факторах. Метод наименьших модулей, сплайны и другие методы экстраполяции применяются реже, хотя их статистические свойства зачастую лучше.
Оценивание точности прогноза (в частности, с помощью доверительных интервалов) — необходимая часть процедуры прогнозирования. Обычно используют вероятностно-статистические модели восстановления зависимости, например, строят наилучший прогноз по методу максимального правдоподобия. Разработаны параметрические (обычно на основе модели нормальных ошибок) и непараметрические оценки точности прогноза и доверительные границы для него (на основе Центральной Предельной Теоремы теории вероятностей). Применяются также эвристические приёмы, не основанные на вероятностно-статистической теории, например, метод скользящих средних.
Многомерная регрессия, в том числе с использованием непараметрических оценок плотности распределения — основной на настоящий момент статистический аппарат прогнозирования. Нереалистическое предположение о нормальности погрешностей измерений и отклонений от линии (поверхности) регрессии использовать не обязательно; однако для отказа от предположения нормальности необходимо опереться на иной математический аппарат, основанный на многомерной Центральной Предельной Теореме теории вероятностей, технологии линеаризации и наследования сходимости [4]. Он позволяет проводить точечное и интервальное оценивание параметров, проверять значимость их отличия от 0 в непараметрической постановке, строить доверительные границы для прогноза.
Весьма важна проблема проверки адекватности модели, а также проблема отбора факторов. Априорный список факторов, оказывающих влияние на отклик, обычно весьма обширен, желательно его сократить, и крупное направление современных исследований посвящено методам отбора «информативного множества признаков». Однако эта проблема пока ещё окончательно не решена. Проявляются необычные эффекты. Так, установлено, что обычно используемые оценки степени полинома имеют в асимптотике геометрическое распределение [1, 3]. Перспективны непараметрические методы оценивания плотности вероятности и их применения для восстановления регрессионной зависимости произвольного вида. Наиболее общие результаты в этой области получены с помощью подходов статистики нечисловых данных.
К современным статистическим методам прогнозирования относятся также модели экспоненциального сглаживания, авторегрессии со скользящей средней, системы эконометрических уравнений, основанные как на параметрических, так и на непараметрических подходах.
Для установления возможности применения асимптотических результатов при конечных (т. н. «малых») объёмах выборок полезны компьютерные статистические технологии. Они позволяют также строить различные имитационные модели. Отметим полезность методов размножения данных (бутстреп-методов). Системы прогнозирования с интенсивным использованием компьютеров объединяют различные методы прогнозирования в рамках единого автоматизированного рабочего места прогнозиста.
Прогнозирование на основе данных, имеющих нечисловую природу, в частности, прогнозирование качественных признаков основано на результатах статистики нечисловых данных. Весьма перспективными для прогнозирования представляются регрессионный анализ на основе интервальных данных, включающий, в частности, определение и расчёт нотны и рационального объёма выборки, а также регрессионный анализ нечётких данных, разработанный в [5]. Общая постановка [1] регрессионного анализа в рамках статистики нечисловых данных и её частные случаи — дисперсионный анализ и дискриминантный анализ (распознавание образов с учителем), давая единый подход к формально различным методам, полезна при программной реализации современных статистических методов прогнозирования.
Основными процедурами обработки прогностических экспертных оценок являются проверка согласованности, кластер-анализ и нахождение группового мнения. Проверка согласованности мнений экспертов, выраженных ранжировками, проводится с помощью коэффициентов ранговой корреляции Кендалла и Спирмена, коэффициента ранговой конкордации Кендалла и Бэбингтона Смита. Используются параметрические модели парных сравнений — Терстоуна, Бредли-Терри-Льюса — и непараметрические модели теории люсианов [1, 3]. Полезна процедура согласования ранжировок и классификаций путём построения согласующих бинарных отношений. При отсутствии согласованности разбиение мнений экспертов на группы сходных между собой проводят методом ближайшего соседа или другими методами кластерного анализа (автоматического построения классификаций, распознавания образов без учителя). Классификация люсианов осуществляется на основе вероятностно-статистической модели.
Используют различные методы построения итогового мнения комиссии экспертов. Своей простотой выделяются методы средних арифметических и медиан рангов. Компьютерное моделирование [3] позволило установить ряд свойств медианы Кемени, часто рекомендуемой для использования в качестве итогового (обобщённого, среднего) мнения комиссии экспертов. Интерпретация закона больших чисел для нечисловых данных в терминах теории экспертного опроса такова: итоговое мнение устойчиво, то есть мало меняется при изменении состава экспертной комиссии, и при росте числа экспертов приближается к «истине». При этом в соответствии с принятым в [4] подходом предполагается, что ответы экспертов можно рассматривать как результаты измерений с ошибками, все они — независимые одинаково распределённые случайные элементы, вероятность принятия определённого значения убывает по мере удаления от некоторого центра — «истины», а общее число экспертов достаточно велико.
Многочисленны примеры ситуаций, связанных с социальными, технологическими, экономическими, политическими, экологическими и другими рисками. Именно в таких ситуациях обычно и необходимо прогнозирование. Известны различные виды критериев, используемых в теории принятия решений [2] в условиях неопределённости (риска). Из-за противоречивости решений, получаемых по различным критериям, очевидна необходимость применения оценок экспертов.
В конкретных задачах прогнозирования необходимо провести классификацию рисков, поставить задачу оценивания конкретного риска, провести структуризацию риска, в частности, построить деревья причин (в другой терминологии, деревья отказов) и деревья последствий (деревья событий). Центральной задачей является построение групповых и обобщённых показателей, например, показателей конкурентоспособности и качества. Риски необходимо учитывать при прогнозировании экономических последствий принимаемых решений, поведения потребителей и конкурентного окружения, внешнеэкономических условий и макроэкономического развития России, экологического состояния окружающей среды, безопасности технологий, экологической опасности промышленных и иных объектов.
Современные компьютерные технологии прогнозирования основаны на интерактивных статистических методах прогнозирования с использованием баз эконометрических данных, имитационных (в том числе на основе применения метода статистических испытаний) и экономико-математических динамических моделей, сочетающих экспертные, математико-статистические и моделирующие блоки.

## Основные виды прогнозов
Экономический прогноз

Анализ будущего состояния экономических факторов, влияющих на развитие деятельности организации.
Социальное прогнозирование

Прогноз изменения социальных установок людей, а также настроения общества в целом. Часто социальный и экономический прогнозы объединяется в общий социально-экономический прогноз развития страны, регионов, мегарегионов, объединяющих несколько тесно связанных регионов, а также различных административно-территориальных образований.
Технологический прогноз
 
Относится к уровню технологического развития в прогнозируемой сфере, помогая проанализировать будущие наиболее важные и критичные технологий.
Демографический прогноз
 
Прогноз развития демографических тенденций и демографического состояния общества на некоторых горизонтах прогнозирования.
Бюджетный прогноз
 
Прогноз бюджета.
Прогноз объёма продаж (спроса)

Прогнозирование факторов, влияющих на продажи продукции (спрос на неё).
Прогнозирование развития конкуренции

Предсказание возможных изменений и дальнейшей стратегии деятельности конкурентов
Криминологический прогноз

## Приложения (компьютерные) для прогнозирования
Для прогнозирования по временному ряду обычно используют компьютерные программы. Это позволяет автоматизировать большую часть операций при построении прогноза, а также позволяет избежать ошибок, связанных с вводом данных и построением моделей. Такие приложения могут быть как локальными (для использования на одном компьютере), так и интернет-приложениями (доступными в виде веб-сайта, например). В качестве локальных приложений следует выделить такие программы как: R, SPSS, Statistica, Forecast Pro, Forecast Expert.